# Piso
Em arquitetura, o termo piso se refere ao revestimento de solo sobre o qual se pode caminhar.

## O uso do Piso na arquitetura do Brasil Colônia e Império
Os pisos tradicionais de terra batida eram feitos com uma camada de argila bem socada com areia e água. Também era acrescido a mistura sangue de bovinos para dar consistência. A técnica foi amplamente empregada, e sua origem remonta à tribos africanas, uma tradição vinda dos escravos negros. Acima dessa camada, assentavam-se ladrilhos feitos de barro cozido com 7 mm a 8 mm de espessura e 20 cm a 30 cm de comprimento/largura. A disposição dos ladrilhos formavam desenhos em paralelo ou em xadrez. Geralmente esses ladrilhos eram aplicados nas enxovias das Casas de Câmara e Cadeia. Por vezes, nesses ambientes, os pisos eram fortificados e feitos com lastros de couçoeiras ou com tábuas de madeira de lei (assoalho). Em pátios internos, era comum pavimentar o piso com "tijolos-ladrilho", onde nas Casas de Câmara e Cadeia, utilizavam-se pedras.